# AEG Dr.I
Die AEG Dr.I war ein einsitziges Jagdflugzeug, hergestellt von der Abteilung Flugzeugbau der Allgemeinen Elektricitäts-Gesellschaft. Es handelte sich um eine Dreidecker-Version der AEG D.I, die 1917 entwickelt wurde. Die Flugverhalten der Maschine befriedigte jedoch nicht, so dass nur ein Prototyp gebaut wurde.

## Technische Daten
| Kenngröße             | Daten                                                                                   |
| --------------------- | --------------------------------------------------------------------------------------- |
| Besatzung             | 1                                                                                       |
| Länge                 | 6,1 m                                                                                   |
| Spannweite            | 9,4 m                                                                                   |
| Leermasse             | 710 kg                                                                                  |
| max. Startmasse       | 970 kg                                                                                  |
| Höchstgeschwindigkeit | 170 km/h                                                                                |
| Triebwerk             | 1 × flüssigkeitsgekühlter Sechszylinder-Reihenmotor Mercedes D IIIa mit 160 PS (118 kW) |
| Bewaffnung            | 2 × MG 08/15                                                                            |